# Daniel Eisenberg
Daniel Eisenberg (Nueva York, 1946) es un hispanista y cervantista estadounidense.

## Biografía
Nacido en Queens, Nueva York, hizo los estudios primarios y secundarios en Canisteo, Nueva York. Es bachiller en Artes en la Universidad Johns Hopkins en 1967, tras hacer en 1965-1966 el Curso para Extranjeros en la Universidad de Madrid, máster en Artes en la de Brown (1968) y luego doctor por la misma (1971) con una tesis sobre la edición del Espejo de príncipes y caballeros o Caballero del Febo de Diego Ortúñez de Calahorra, editada posteriormente en la colección de «Clásicos Castellanos» (Espasa-Calpe).[cita requerida]
En 1976, Eisenberg fundó el Journal of Hispanic Philology.
Profesores suyos fueron, en Johns Hopkins, Elias L. Rivers y Francisco Rico (profesor visitante), en Brown A. David Kossoff, Alan S. Trueblood, Juan López-Morillas, José Amor y Vásquez, Sergio Beser y Frank Pierce. Hasta cierto punto Martín de Riquer fue mecenas suyo, pues admitió su tesis, la edición del Espejo de príncipes y caballeros en «Clásicos Castellanos», prologó un libro suyo y lo hizo académico correspondiente de la Real Academia de Buenas Letras de Barcelona, después de su libro sobre el supuesto fragmento de Las semanas del jardín cervantino.[cita requerida]
Fue profesor en las universidades de Carolina del Norte, la City College de la Universidad de la Ciudad de Nueva York, la Universidad Estatal de Florida, donde fue profesor investigador distinguido (Distinguished Research Professor), y la Northern Arizona University. Desde 2000 a 2008, Eisenberg fue director de Cervantes, la revista de la Cervantes Society of America. Se jubiló en el Excelsior College (Albany, Nueva York), del que fue vicedecano, en 2003.[cita requerida] Ha hecho contribuciones al estudio de los libros de caballerías y al cervantismo y se ha interesado también en la obra de Federico García Lorca, especialmente Poeta en Nueva York.

## Obras
- «Introducción» a Espejo de príncipes y cavalleros [El Cavallero del Febo] de Diego Ortúñez de Calahorra, Clásicos Castellanos, Madrid, Espasa-Calpe, 1975.
- Poeta en Nueva York: Historia y problemas de un texto de Lorca, Barcelona: Ariel, 1976.[2][nota 1]
- Romances of Chivalry in the Spanish Golden Age, Newark, Delaware: Juan de la Cuesta-Hispanic Monographs, 1982.[4][5]
- Thomas Percy and John Bowle: Cervantine Correspondence, Exeter Hispanic Texts, XL. University of Exeter, 1987.
- A Study of 'Don Quixote', Newark, Delaware: Juan de la Cuesta-Hispanic Monographs, 1987.[6][7][nota 2]
- Las semanas del jardín de Miguel de Cervantes: Estudio, edición, y facsímil del manuscrito. Diputación de Salamanca, 1988.
- Estudios cervantinos, Barcelona: Sirmio, 1991.
- Cervantes y Don Quijote, Barcelona: Montesinos, 1993.[1][8]
- Con M.ª Carmen Marín Pina, Bibliografía de los libros de caballerías castellanos, Zaragoza: Prensas Universitarias de Zaragoza, 2000.[9]
- La biblioteca de Cervantes: Una reconstrucción [versión preliminar de 2002].
- «Introducción» a la edición facsimilar del Quijote de John Bowle. Newark, Delaware: Juan de la Cuesta, 2006.